# Jokie de Pretneus
Jokie de Pretneus is de mascotte van de Efteling-attractie Carnaval Festival. Hij is in 1984 bedacht door Joop Geesink. Jokie is bevriend met het paarse vogeltje Jet. 
Sinds 2012 wordt Jokie vooral gebruikt om kinderen in de leeftijd tot drie jaar te bereiken. In dat jaar ging tevens een televisieserie van start en verschenen de eerste kinderboeken.
Het figuurtje was samen met Jet in 2020/2021 hoofdrolspeler in de kindermusical Reizen is een feestje.